# Koteka

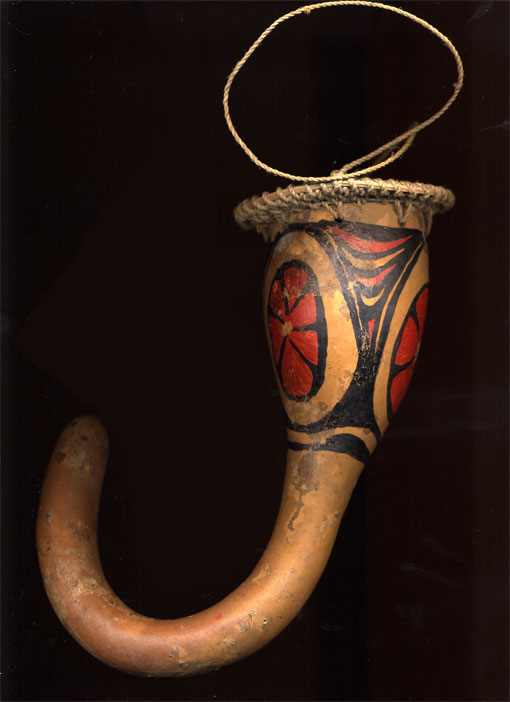
Souvenir di una koteka

La koteka (nota anche come astuccio penico o coprifallo) è un indumento, ottenuto essiccando e svuotando una zucca o zucchina perlopiù appartenente alla specie Lagenaria siceraria di forma adatta o appositamente adattata, in cui viene inserito il pene, celandolo così alla vista.
Il suo uso è attestato in diverse parti del mondo, dall'Africa subtropicale al Nordamerica ed è diffuso soprattutto presso diversi gruppi etnici (tra cui Dani, Lani, Moni, Mee, 'Nggem, Yali, Walaak, Baruya) delle zone montuose della Nuova Guinea, dell'Irian Jaya e della Papua Nuova Guinea, dove gli uomini la indossano tenuta eretta da un filo di rotang (palma tropicale), a sua volta legato a una cintura all'altezza del pube.
Vi sono vari tipi di koteka: a seconda dell'uso (caccia, danza, occasioni mondane, ecc.) e delle tribù, l'astuccio penico assume forme e dimensioni diverse. La foggia e soprattutto la dimensione dell'oggetto fungono inoltre da "marcatore sociale", indicando il rango del portatore. La koteka non indossata viene talvolta utilizzata anche come semplice contenitore, ad esempio per il tabacco.

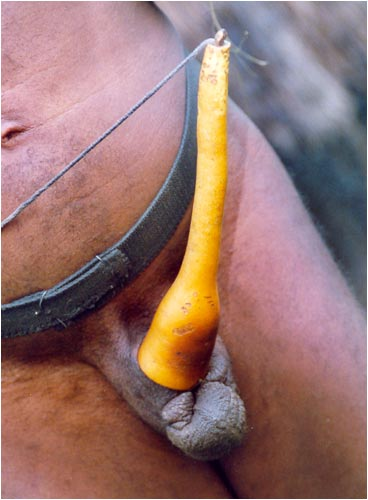
Astuccio penico Dani indossato

L'inequivocabile valenza simbolica dell'oggetto richiama fertilità e prosperità e anche, almeno nel caso di etnie "fallocratiche" come i Baruya, dominazione maschile; tuttavia i membri di diversi gruppi etnici che ne fanno uso affermano di indossarlo soltanto per coprirsi, senza attribuirgli particolari connotazioni sociali o sessuali. Secondo altri, la koteka servirebbe a proteggere il membro, e quindi la fecondità, dell'uomo che la indossa dagli spiriti maligni.